# سینمای بریتانیا
بریتانیا برای بیش از یک قرن صنعت فیلمسازی قابل توجهی داشته‌است. با اینکه تولید فیلم در سال ۱۹۳۶ در این کشور به اوج خود رسید، اغلب باور می‌رود که «عصر طلایی» سینمای بریتانیا در دهه چهل میلادی در دوره‌ای که کارگردانانی همچون دیوید لین، مایکل پاول (همراه با امریک پرسبرگر) و کارول رید مورد تحسین‌ترین کارهایشان را ساختند، رخ داده‌است. بسیاری از هنرپیشگان بریتانیایی از جمله مایکل کین، شان کانری و کیت وینسلت با شهرت و موفقیت جهانی مواجه شده‌اند. برخی از فیلم‌هایی که در باکس آفیس بیشترین سود را در تاریخ داشته‌اند، در بریتانیا ساخته شده‌اند؛ از جمله دومین و سومین مجموعه فیلم‌های پرفروش، هری پاتر و جیمز باند.

## پیشینه و پیشگامان
سینمای بریتانیا به صنعت فیلمسازی، شرکت‌های تولید فیلم و جشنواره‌های سینمایی این کشور اشاره دارد. کشورهای انگلستان، اسکاتلند، ولز و ایرلند شمالی قلمرو پادشاهی متحد را تشکیل می‌دهند.سهم سینماگران انگلیس، ولز،اسکاتلند و ایرلندشمالی در سینمای بریتانیا و تاثیر آن بر سینمای جهان طی ۲ دهه ۲۰ تا ۴۰ مشهود است.
سینمای اسکاتلند سینماگران و بازیگران شاخصی داشته است. نام‌هایی مانند شان کانری، ایوان مک گرگور، برایان کاکس، بیلی بوید، جیمز مک آووی برخی از این ستاره‌ها هستند. از سینمای ولز نیز ری میلند، هیو گریفیث، استنلی بیکر، ریچارد برتون، آنتونی هاپکینز، مایکل شین، و کاترین زتاجونز به دنیای سینما معرفی شده‌اند.

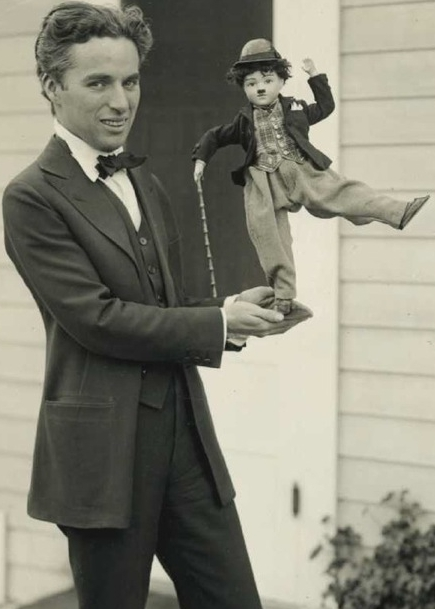
چارلی چاپلین ۱۹۱۸

انگلیس نیز از دهه‌های اولیه  پیدایش سینما تاکنون استعدادهایی مانند چارلز چاپلین، استن لورل، لسلی هوارد، آلفرد هیچکاک، دیوید لین، رکس هریسون، ویوین لی، کری گرانت، باب هوپ، دیویدنیون، جک هاوکینز، چالز لاتن، جان گیلگاد، لارنس اولیویه، جان میلز، آلک گینس، مایکل ردگریو، ریچارد آتنبرو، کریستوفر لی، پیتر فینچ، آلبرت فینی، الیزابت تیلور، راجر مور، جرمی برت، مایکل کین، پیتر سلرز، کن لوچ، رایدلی اسکات،دنیل دی لوئیس، کالین فیرث، گای ریچی، جاد لا، کریستین بیل، دنیل کریگ وکیت وینسلت را داشته‌است. حتی سینمای جمهوری ایرلند با اینکه به لحاظ سیاسی رسماً مستقل از بریتانیا است، تأثیر بسیاری برسینمای بریتانیا گذاشته و چهره‌هایی مانند ریچارد هریس، پیتر اوتول و برندن گلیسون از این سرزمین برخاسته‌اند.
مهمترین اتفاق در دهه ۳۰ جدای از ظهور کارگردانانی مانند دیوید لین و آلفرد هیچکاک، تاسیس یک شرکت فیلمسازی است. در سال ۱۹۳۳جی. آرتور رانک یک شرکت فیلمسازی تاسیس می‌کند که تولیداتش ساخت فیلمسازی مذهبی بود. او ۲سال بعد شرکت فیلمسازی ملی انگلستان را ثبت کرد و ۲۵ درصد سهام کمپانی آمریکایی یونیورسال را نیز خرید.

## نهضت سینمای مستند و موج نو سینمای انگستان
نهضت سینمای مستند انگلستان طی سالهای ۱۹۳۰ تا ۱۹۳۳ توسط جان گریرسون مستندساز اسکاتلندی رهبری می‌شد. تاثیر گریرسون بر سینمای انگلستان را می‌توان بانفوذ تئوری‌های سینمایی بومی افرادی نظیر ژیگا ورتوف و سرگئی آیزنشتاین در سینمای روسیه یا رابرت فلاهرتی آمریکایی مقایسه کرد. او در مسیر این نهضت سینمایی جوانانی را پرورش داد که عمدتاً ازسال ۱۹۵۰ به بعد بدنه سینمایی انگلستان را تشکیل دادند.
در جنگ جهانی دوم انگلیسی‌ها برنامه‌های فیلمسازی اجتماعی را سرو شکل دادند. نیروهای ارتشی با بهره‌گیری از بهترین امکانات فیلمسازی در تولید فیلم خبری جنگی و مستند اجتماعی نقش داشتند. فیلمسازان سرشناسی مانند کارول رید و پل روتا در این مراکز به فعالیت می‌پرداختند. بین سال‌های ۱۹۴۱ تا ۱۹۴۵ سینمای مستند اجتماعی و جنگی انگلستان پرکارترین سازمان فرهنگی-هنری این سرزمین بود. بدنه فنی سینمای انگلیس نیز در این دوره افراد شاخصی را معرفی نمود. جک کاردیف و کریستوفر چالیس در فیلم‌های خبری کمپانی گومون - بریتیش در مقام دستیار فیلمبردار فعالیت می‌کردند و بعد از جنگ از شاخص‌ترین مدیران فیلمبرداری سینمای بریتانیا شدند.
چند سال پس از پایان جنگ جهانی دوم و در آوریل ۱۹۵۰ گزارش‌های دولتی از ورشکستگی سینمای این کشور خبر می‌دادند. همین رکود اقتصادی زمینه‌ساز دوره مهاجرت دوباره چهره‌های سینمایی بریتانیا به سمت سینمای آمریکا شد. پیش از آن و از یک دهه پیش آلفرد هیچکاک به هالیوود عزیمت کرده بود.
دیوید لین و دیگران نیز در دهه‌های ۵۰ و ۶۰ فیلمسازی را در هالیوود ادامه دادند. اما همین خالی شدن بدنه سینمایی بریتانیا فرصتی طلایی برای دیگران فراهم کرد. در این ایام نویسندگان بریتانیایی مانند ترنس راتیگان، گراهام گرین و یان فلمینگ در بدنه سینمایی این کشور قرار می‌گیرند و سهم زیادی در فیلمنامه‌نویسی برای ساخت و سازهای بومی ایفا می‌کنند.
در سالهای ۱۹۵۲ تا ۱۹۵۵ سینمای آزاد و موج نوی سینمای انگلستان  شکل می‌گیرد. لیندسی اندرسون و تونی ریچاردسون پایه‌گذاران این جنبش سینمایی کوچک در ژانر مستند بودند.
سینمای آزاد انگلستان با موج نوی سینمای انگلستان پیوند خورد و تقریبا از میان رفت. اما برآن اثر گذاری داشت. موج نوی سینمای انگلستان یا به تعبیری فیلمسازی مطبخی؛ بین سالهای ۱۹۵۸ تا ۱۹۶۷ بروز و ظهور داشت. این نهضت سینمایی عمدتاً با تاثیر پذیری بومی از سینمای آزاد انگلستان و تاثیر پذیری منطقه‌ای از موج نو سینمای فرانسه و حتی نئورئالیسم ایتالیا نشو و نما یافت. در این جنبش، فیلمسازان جوان قید استودیوهای فیلمسازی و فیلمنامه‌های پرخرج را زدند و دوربین را به سطح جامعه می‌کشانیدند و موضوع عام تولیدات آنها، آئینه روزگار مردم بریتانیا بود. رنج و غم طبقات مختلف اجتماع در این آثار به خوبی نشان داده می‌شد.

## جیمز باند
موج نوی سینمای انگلستان در ۱۹۶۲در اوج بود که یک پدیده سینمایی خاص که وامدار ادبیات انگلستان بود به جهانیان معرفی گردید. کاراکتر جیمز باند که پیش از این در نزد اروپایی‌ها و آمریکایی‌ها شناخته شده بود به سینما راه یافت. اولین جیمز باند تاریخ سینما در سال ۱۹۶۲ متولد شد. دکتر نو با بازی شان کانری  با استقبال جهانی روبرو شد. تولیدات این پروژه به نوعی غیر رسمی یک فعالیت ملی شناخته می‌شد.
شان کانری به ترتیب با  از روسیه با عشق، پنجه طلایی، گلوله آتشین و فقط دو بار زندگی می‌کنید با این پروژه همراهی کرد. پس از وی، جورج لازنبی، راجر مور ، تیموتی دالتون، پیرس برازنان و دنیل کریگ ایفاگر این نقش بودند.

## سینمای هزاره سوم بریتانیا و جشنواره‌ها
جیمز باند باعث احیای سینمای تجاری بریتانیا شد و پس از آن پروژه‌های مشترکی با سایر کشورها انجام شد. حضور بازیگران بریتانیایی در سینمای آمریکا مانند کیت وینسلت، کریستین بیل، مارتین فریمن و بندیکت کامبربچ و فیلم‌سازانی نظیر گای ریچی، تام هوپر، دنی بویل و استیو مک‌کوئین ادامه یافت.
در هزاره سوم سینمای تجاری انگلستان با ساخته‌های بومی نیز به موفقیت رسیده‌است.  دنی بویل با میلیونر زاغه‌نشین و تام هوپر با سخنرانی پادشاه به اسکار رسیدند و استیو مک کوئین با ۱۲ سال بردگی صاحب اسکار شد.
مجموعه هری پاتر نیز بسیار موفق بود و باعث شد جوانانی کم سن و سال به بدنه سینمایی بریتانیا تزریق شوند و هم اینکه برخی از بازیگران این پروژه در سینمای بین‌المللی حضور پیدا کنند.  سه‌گانه ارباب حلقه‌ها و همچنین مجموعه فیلم‌های هابیت، از ساخته‌های پیتر جکسون باعث شد، بازیگران انگلیسی و در راس آن‌ها ایان مک‌کلن برای یک دهه در اوج باشند.
انگلیسی‌ها در زمینه برگزاری  جشنواره‌های سینمایی و اعطای جوایز سینمایی همواره پیشتاز بوده‌اند. در حال حاضر حدود ۵۰ فستیوال و جایزه سینمایی دربریتانیا وجود دارد. اما مهمترین این فستیوال‌ها و جوایز شامل بفتا، جایزه امپایر، جایزه سینمای ملی انگلیس و جشنواره فیلم لندن قابل اشاره هستند.

## آمار و ارقام
در حال حاضر در انگلستان ۳۷۶۷ سالن سینما وجود دارد و جمعیت سینماروی این کشور سالیانه ۱۷۱ میلیون نفر تخمین زده می‌شود. همچنین طبق آمار سال ۲۰۱۱ تعداد ۲۳۹ فیلم بلند ، ۴ فیلم  انیمیشن و ۵۶ فیلم مستند سالیانه در انگلستان تولید می‌شود.